# Antonio Ravel
Antonio Ravel (Napoli, 9 maggio 1923 – Volla, 8 dicembre 1999) è stato un giornalista italiano.

## Biografia
Giornalista dal 1945. Ha fatto nascere “Il Giornale” collaborando con Benedetto Croce. Ha collaborato con la redazione napoletana de “Il Tempo”.
È stato tra i fondatori della testata giornalistica regionale Rai della Campania; fu il primo a condurne l'edizione televisiva, oltre ad esserne stato caporedattore per oltre venti anni. Successivamente fu inviato di Tutto il calcio minuto per minuto e de La Domenica Sportiva, curando le radiocronache delle partite interne del Napoli e dell'Avellino nel corso dei campionati di serie A della squadra irpina. 
Suo il volume “I napoletani. Ritratti” Editore Di Renzo.
È stato maestro di uno stuolo di giovani praticanti giornalisti.
Gli è stato dedicato un premio giornalistico Premio Cimitile.
Terminata la carriera giornalistica in Rai, entrò a far parte dell'ufficio stampa del Policlinico Federico II di Napoli.